# Siège de Kerak
Période intermédiaire post-Deuxième croisade
Batailles
- Montgisard
- Marj Ayoun
- Kerak
- Cresson
- Hattin
- Jérusalem
- Tyr

Le siège de Kerak a lieu en 1183 lorsque les forces de Saladin assiègent le Kerak de Moab tenu par les croisés du royaume de Jérusalem sous le commandement de Renaud de Châtillon. Saladin retire ses troupes après l'intervention de Baudouin IV de Jérusalem.

## Prélude
À l'époque des croisades, Kérak était le bastion de Renaud de Châtillon, seigneur du fief de Outre-Jourdain, à 124 km au sud d'Amman. La forteresse de Kérak avait été construite en 1142 par le croisé Payen le Bouteiller, qui souhaitait alors disposer d'une forteresse plus imposante que le krak de Montréal, la capitale de la seigneurie. Lorsque Renaud de Châtillon en prit possession, plusieurs trêves furent conclues entre les musulmans et chrétiens de Terre sainte, sans que Renaud ne ressente de scrupules à les rompre à chaque fois.
La goutte d'eau qui fit déborder le vase fut l'expédition que Renaud organisa à travers la mer Rouge. Au cours de l'expédition, il captura la ville d'Aqaba, lui offrant par la même une base d'opérations contre la ville sainte de l'Islam, la Mecque. Saladin, le chef des forces musulmanes, ne pouvait tolérer cela et alla assiéger la forteresse de Renaud.

## Siège
Depuis plusieurs années, l'armée musulmane tentait sans succès de s'emparer de la forteresse de Kérak, mais en 1183, les défenses de celle-ci semblent arriver à un point de rupture. Saladin a emmené avec lui neuf catapultes qui bombardent ses murs et ses habitants.
À l'intérieur des murs, un mariage royal est célébré. Onfroy IV de Toron, le beau-fils et héritier de Renaud, doit épouser Isabelle de Jérusalem, la demi-sœur du roi. Alors que les cérémonies du mariage continuent, Saladin ordonne à ses troupes d'éviter de bombarder les quartiers du jeune couple, mais la pression sur la forteresse continue. Des messagers réussissent néanmoins à s'échapper et à prévenir le roi de Jérusalem, Baudouin IV.

## Arrivée de Baudouin
Baudouin se porte alors immédiatement au devant de la forteresse assiégée avec une armée de secours, accompagné du régent Raymond III de Tripoli. Bien que souffrant de la lèpre depuis son enfance, la volonté de Baudouin d'arrêter l'armée de Saladin est telle qu'il décide de conduire personnellement son armée, bien qu'il doive être porté sur une civière.
Lorsque l'armée chrétienne de secours arrive, Saladin n'a pas encore réussi à briser les solides fortifications de Kérak. Sachant qu'il risque d'être écrasé entre l'armée chrétienne et les murs de Kérak, il décide de lever le siège.

## Conséquences
Saladin remet le siège devant Kérak en 1184, avec le même résultat. La forteresse reste un bastion des croisés et un symbole de l'emprise de l'Occident dans la région jusqu'à sa chute en 1188. Après le siège de Kérak, les croisés subiront un autre siège majeur, cette fois devant les murs de Jérusalem elle-même.

## Filmographie
Le siège de Kérak est librement adapté par Ridley Scott dans le film Kingdom of Heaven (2005).
Dans celui-ci, les chevaliers croisés, sous le commandement de Balian d'Ibelin engagent l'armée ayyoubide lorsque celle-ci s'approche de Kérak, afin que les citoyens sans défense puissent se retirer dans le château de Renaud.
Après des négociations entre Baudouin IV et Saladin, le siège n'a finalement pas lieu. Baudouin punit ensuite Renaud d'avoir brisé la trêve avec Saladin en attaquant une caravane musulmane.

## Sources
- (en) Cet article est partiellement ou en totalité issu de l’article de Wikipédia en anglais intitulé « Siege of Kerak » (voir la liste des auteurs).